# Finlands herrlandslag i bandy
Finlands herrlandslag i bandy (finska: Suomen jääpallomaajoukkue) representerar Finland i bandy på herrsidan, och hade vunnit flera brons- och silvermedaljer vid världsmästerskapet i bandy genom åren, men aldrig guld, tills man tog sin första världsmästartitel vid VM i Sverige 2004. Några kända spelare är Samuli Niskanen, Kimmo Houtelin, Timo Oksanen, Petteri Lampinen och Sami Laakkonen.

## Historia
Söndagen den 23 februari 1919 spelade Finland sin första landskamp i bandy för herrar. Platsen var Tölö bollplan i Helsingfors i Finland och Sverige stod för motståndet. Finland vann matchen med 4-1 . 1920 blev det 3-3 i Stockholm i Sverige och första svenska segern kom då Sverige vann mot Finland med 5-3 i Helsingfors 1923. 1923-1924 spelade Finland även sex landskamper mot Estland.

## VM 2014
Truppen till Bandy-VM i Irkutsk 2014
- Förbundskapten:  Antti Parviainen

| Målvakter |

| Pos. | Ålder         | Namn           | Klubb       |
| ---- | ------------- | -------------- | ----------- |
| Mv   | 12 april 1976 | Timo Oksanen   | Bollnäs GIF |
| Mv   | 11 maj 1983   | Kimmo Kyllönen | IK Sirius   |

| Utespelare |

| Pos. | Ålder            | Namn                 | Klubb         |
| ---- | ---------------- | -------------------- | ------------- |
| F    | 9 januari 1985   | Ilari Moisala        | Brobergs IF   |
| F    | 15 oktober 1978  | Pekka Hiltunen       | HT-Bandy      |
| F    | 8 september 1982 | Antti Ekman          | HT-Bandy      |
| Mf   | 3 april 1991     | Samuli Helavuori     | Bollnäs GIF   |
| Mf   | 2 september 1974 | Kimmo Huotelin       | Kampparit     |
| Mf   | 16 mars 1985     | Ville-Veikko Angeria | Borgå Akilles |
| Mf   | 17 maj 1979      | Ville Aaltonen       | Bollnäs GIF   |
| Mf   | 9 september 1984 | Juho Liukkonen       | Bollnäs GIF   |
| Mf   | 21 januari 1976  | Tomi Hauska          | Vetlanda BK   |
| Mf   | 14 maj 1987      | Anssi Hänninen       | JPS           |
| A    | 23 augusti 1982  | Mikko Rytkönen       | JPS           |
| A    | 24 juni 1988     | Mikko Lukkarila      | IFK Kungälv   |
| A    | 21 november 1988 | Markus Kumpuoja      | Hammarby IF   |
| Mf   | 20 februari 1988 | Samuli Koivuniemi    | OLS           |
| A    | 24 februari 1974 | Sami Laakkonen       | Dynamo Kazan  |
| A    | 5 februari 1982  | Tomi Tukiainen       | Borgå Akilles |

## Finland i världsmästerskap
| Turnering                | Slutplacering |
| ------------------------ | ------------- |
| Finland 1957             | 2             |
| Norge 1961               | 3             |
| Sverige 1963             | 2             |
| Sovjetunionen 1965       | 4             |
| Finland 1967             | 2             |
| Sverige 1969             | 3             |
| Sverige 1971             | 3             |
| Sovjetunionen 1973       | 3             |
| Finland 1975             | 3             |
| Norge 1977               | 3             |
| Sverige 1979             | 3             |
| Sovjetunionen 1981       | 3             |
| Finland 1983             | 3             |
| Norge 1985               | 3             |
| Sverige 1987             | 2             |
| Sovjetunionen 1989       | 2             |
| Finland 1991             | 3             |
| Norge 1993               | 4             |
| USA 1995                 | 3             |
| Sverige 1997             | 3             |
| Ryssland 1999            | 2             |
| Finland och Sverige 2001 | 3             |
| Ryssland 2003            | 4             |
| Sverige 2004             | 1             |
| Ryssland 2005            | 4             |
| Sverige 2006             | 3             |
| Ryssland 2007            | 3             |
| Ryssland 2008            | 3             |
| Sverige 2009             | 3             |
| Ryssland 2010            | 3             |
| Ryssland 2011            | 2             |
| Kazakstan 2012           | 4             |
| Sverige 2013             | 4             |
| Ryssland 2014            | 4             |
| Ryssland 2015            | 4             |
| Ryssland 2016            | 2             |
| Sverige 2017             | 3             |
| Ryssland och Kina 2018   | 3             |
| Sverige 2019             | 3             |

### Fotnoter
1. ↑  "106 år sedan den första landskampen spelades
2. ↑  ”Finlands Bandyförbund - Finbandy info på svenska”. Arkiverad från originalet den 30 maj 2010. https://web.archive.org/web/20100530144933/http://www.finbandy.fi/sjpl/index.php?section=190. Läst 14 september 2010.
3. ↑  Svenska Bandyförbundet - Samtliga landskamper